# Ion Emanuel Florescu

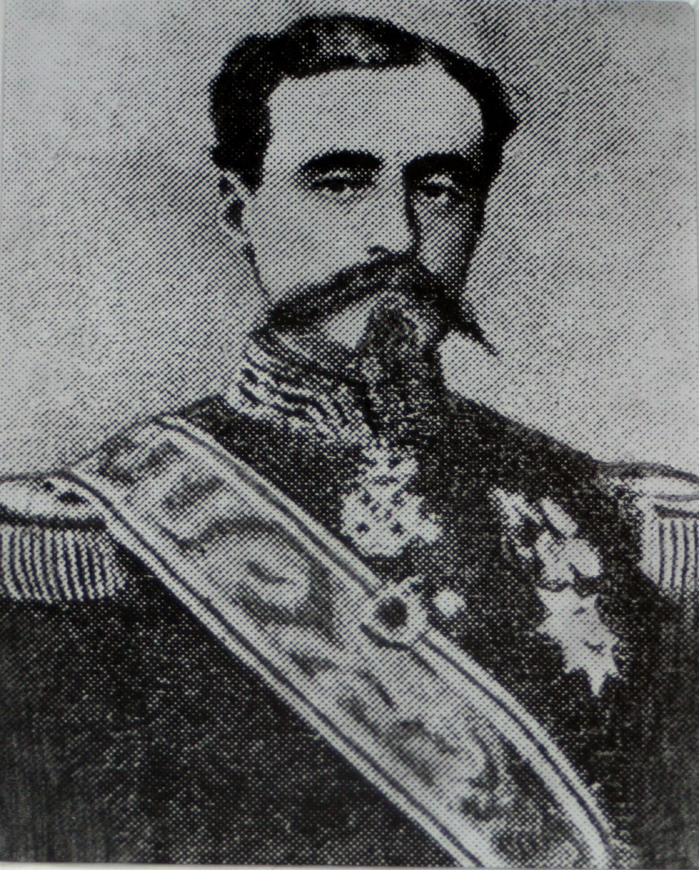
Ion Emanuel Florescu

Ion Emanuel Florescu, född 7 augusti 1819 i Râmnicu Vâlcea, död 10 maj 1893 i Paris, var en rumänsk general och politiker.
Han idkade militära studier i Frankrike, medverkade under sin svärfar Gheorghe Bibescus hospodartid i Valakiet på 1840-talet till utbildandet av dess försvarsmakt och deltog på rysk sida som överste i kriget mot Turkiet 1854. Under furst Alexandru Ioan Cuza och Carol I var han flera gånger minister, bland annat krigsminister i Lascăr Catargius ministär 1871-76, då han verkade för den rumänska härens organisation.
År 1890 blev han senatens president och bildade i mars 1891 ett liberalt-konservativt kabinett, som dock redan i december trädde tillbaka för Catargius nya regering.